# Франсіс Грюбер
Франсіс Грюбер (фр. Francis Gruber; 1912, Нансі — 1948, Париж) — французький художник і засновник школи Нового реалізму.

## Біографія
Френсіс Грюбер народився 15 березня 1912 року у місті Нансі, регіон Лотарингія. Батько художник, майстр вітражів. У 1916 сім'я переїхала до Парижу, де рано проявився талант художника, який розвивався під керівництвом його батька, а також Манеса і Брака, які проживали по сусідству. 
У 1929-1932 навчався живопису в Скандинавській академії у Дюфрена і Фріеза. Вже в 18-річному віці пізнав перший успіх на Осінньому салоні 1930 року. 
Ранні роботи романтичного плану відзначені впливом його улюблених художників — Босха, Дюрера, Грюневальда, Калло.
З 1937 писав пейзажі,овіяні меланхолійним або тривожним настроєм (серія Грози). У 1938 потоваришував із Джакометті й звернувся до типового для його живопису мотиву самотньої фігури в інтер'єрі.
Виснажені, пригнічено пониклі фігури, освітлені холодним сутінковим світлом, що загубилися в порожньому просторі, відповідали суспільним настроям перших повоєнних років. Грюбер був визнаний основоположником напряму мізерабілізму, яке в подальшому, після його ранньої смерті, було продовжено Бернаром Бюффе. Одна з робіт Грюбера «Іов» ((1944, Тейт, Лондон), намальована в Осінньому салоні 1944 року, який був пізніше відомий як Салон звільнення, оскільки відбувся після того як Парижу звільнили від німецької окупації, картина символізує пригноблені народи, що як Іова в Біблії пережив багато страждань.
Незважаючи на туберкульоз, що став причиною його ранньої смерті, Грюбер працював з великою енергією і зробив істотний внесок не тільки у французьке мистецтво. Помер живописець 1 грудня 1948 року.